# 카탈루냐 국립도서관

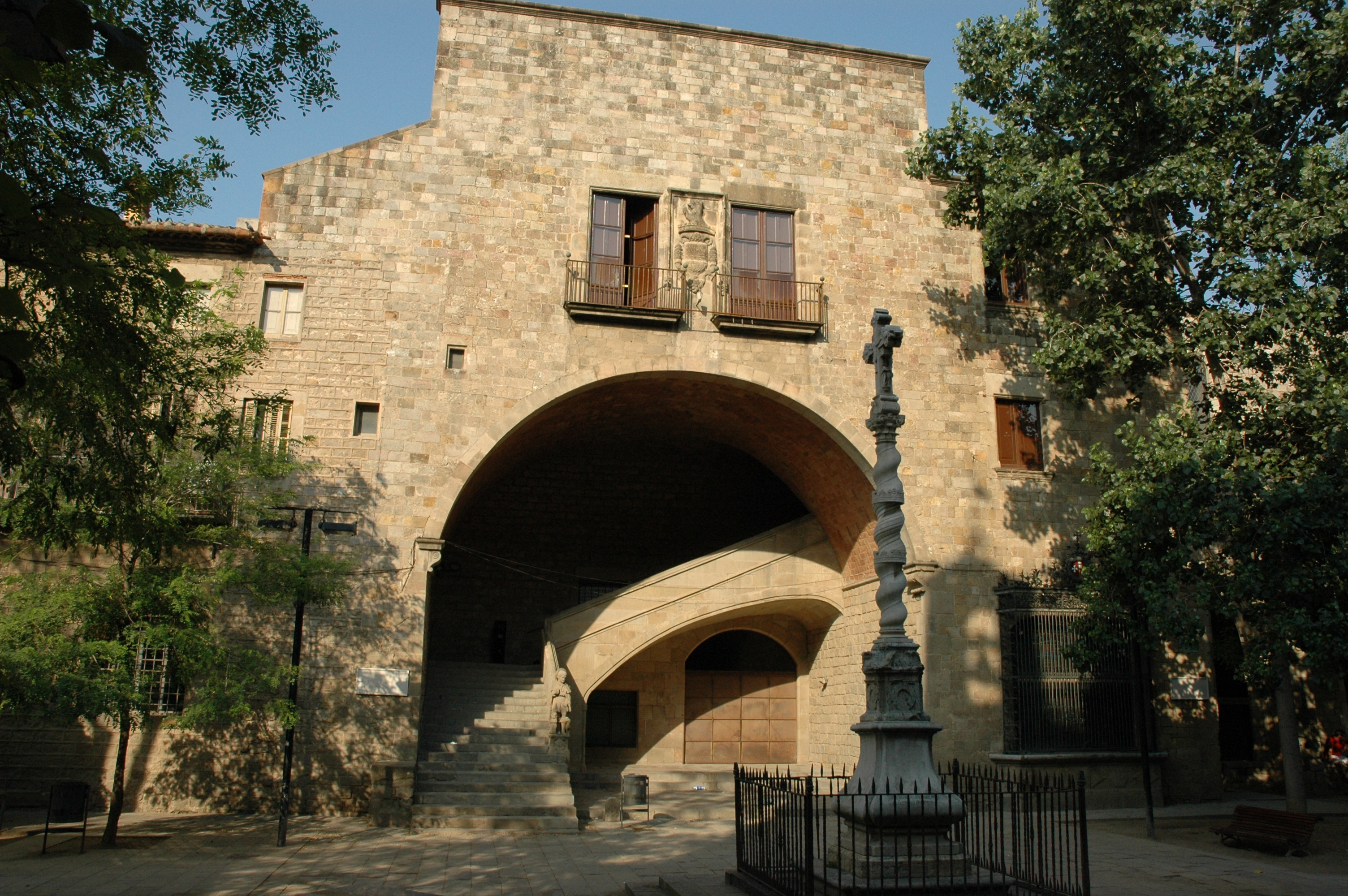
카탈루냐 국립도서관

카탈루냐 국립도서관(카탈루냐어: Biblioteca de Catalunya)은 스페인 바르셀로나에 위치한 도서관이다.